# 簇茎石竹
簇茎石竹（学名：[Dianthus repens] 错误：{{Lang}}：文本有斜体标记（帮助））是石竹科石竹属的植物。分布在俄罗斯、北美以及中国大陆的内蒙古等地，生长于海拔500米至600米的地区，常生长在河岸山坡，目前尚未由人工引种栽培。

## 异名
- Dianthus repens Willd. var. scabripilosus Y. Z. Zhao